# عبد العزيز الأول المريني
عبد العزيز بن أبي الحسن يكنى أبا فارس، (ولد 749هـ / حوالي 1349م - تُوفي 774هـ / حوالي 1372م)، هذا هو السلطان المريني الذي أعاد لدولة بني مرين أمجادها وقضى على الإستبداد الذي طالها وهو السلطان الذي ذكره ابن خلدون في أول تاريخه الكبير وألفه برسمه، وحلى ديباجته باسمه.

## حاله
قال المؤرخ إسماعيل ابن الأحمر في روضة النسرين: «كان عفيفا متمسكا بالدين محبا في الخير وأهله لم يقع قط في فاحشة، ولم يشرب الخمر قط، وهو صالح الملوك.».

## بيعة السلطان عبد العزيز الأول
كان عبد العزيز بن أبي الحسن قد أصابه مرض النحول في صغره ولأجل ذلك تجافى السلطان أبو سالم إبراهيم عن بعثه مع الأبناء إلى الأندلس فأقام بالمغرب، و لما شب أفاق من مرضه وصلح بدنه. و عندما قتل الوزير عمر بن عبد الله السلطان أبو زيان محمد بن أبي عبد الرحمن، استدعى عبد العزيز بن أبي الحسن، وكان في بعض الدور من القصبة بفاس محتاطا عليه، فأحضره بالقصر وبايعه و سائر بني مرين و سائر الخاصة والعامة فالزدحموا على تقبيل يده معطين الصفقة بطاعته وذلك يوم الأحد 22 لذي الحجة سنة 767هـ.

## مقتل الوزير عمر بن عبد الله
استبد الوزير عمر بن عبد الله على السلطان عبد العزيز كما كان مستبدا على من قبله من السلاطين، ويقول المؤرخ الناصري في ذلك: « ...ثم إن الوزير عمر جرى معه على عادته من الاستبداد ومنع التصرف في شيء من أمور الملك فأنف السلطان عبد العزيز من ذلك وتأفف منه ودارت بينه وبين الوزير أمور إلى أن عمل السلطان على الفتك به فأعد له جماعة من الخصيان بزوايا داره ثم أحضره ووبخه و ثار به أولئك الخصيان فتناولوه هبرا بالسيوف وصاح الوزير المذكور صيحة أسمع بها بطانته خارج الدار فوثبوا على الأبواب فكسروها واقتحموا الدار فإذا صاحبهم مضرج بدمائه قد فرغ منه فولوا الأدبار هاربين ثم تتبع السلطان عبد العزيز حاشية الوزير بالاعتقال والقتل حتى أتى على الجميع في خبر طويل واستبد بملكه واضطلع به وأدار الأمور فيه على ما ينبغي والله تعالى أعلم».

## نهوض السلطان عبد العزيز إلى مراكش
بعد أن استقر الوضع للسلطان عبد العزيز في فاس، قرر على الفور القضاء على الوزير عامر بن محمد الهنتاني، وسلطانه أبي الفضل بن أبي سالم. و كان الوزير عامر بن محمد الهنتاني قد تخوف من مقتله على يد سلطانه أبي الفضل
كما قتل السلطان عبد العزيز وزيره عمر بن عبد الله . فصعد عامر إلى الجبل واعتصم من أبي الفضل وبعد ذلك تقدم عامر بالبيعة للسلطان عبد العزيز ودعاه للقضاء على أبي الفضل والإستيلاء على مراكش، فقبل السلطان عبد العزيز وخرج من فاس سنة 769هـ، و هُزم أبو الفضل عند تادلا وأسلموه للسلطان عبد العزيز وأمر بقتله في رمضان سنة 769هـ / 1368 م .

## مقتل الوزير عامر بن محمد الهنتاني
كان السلطان عبد العزيز قد ارتاب في شأن عامر بن محمد الهنتاني فاختبر مدى طاعته، فتأكدت للسلطان مخاوفه. لذلك ترك علي بن محمد بن أجانا واليا على مراكش، و أمره بمتابعة عامر وتضييق الخناق عليه، لكن هذا الوالي هُزم أمام عامر مما أدى إلى خروج السلطان عبد العزيز نفسه لقتاله، وبعد مرور عام كامل من الحصار تم القبض على عامر بن محمد بعد أن حاول الفرار من ظهر الجبل إلى صحراء السوس و تمكن السلطان من الإستيلاء على الجبل ومعاقله في رمضان 771هـ. بعد عودة السلطان عبد العزيز إلى فاس و قضائه لعيد الفطر، أحضر عامر بن محمد ومعه سلطانه تاشفين وهو من بني عبد الحق وكان قد أعده عامر في مواجهة سلطان فاس عبد العزيز، وبعد محاكمة سريعة جلد عامر وضرب بالعصى حتى مات، أما تاشفين فطعن بالرماح وانتهى أمره.

## استرجاع الجزيرة الخضراء
تمكن بنو مرين وبنو الأحمر من إبرام معاهدتان مع أراغون ضد قشتالة و قد كان لهاتان المعاهدتان أثر في خلق تعاون عسكري لاسيما وأن قشتالة كانت في ذلك الوقت تعاني اضطرابات، لذا اتفق السلطان عبد العزيز مع السلطان الغني بالله، حيث جهز سلطان غرناطة حملة برية لاستعادة الجزيرة الخضراء، و تولى المرينيون عمليات الحصار البحري للجزيرة، وإمداد الحملة البرية بالعطاء والأموال اللازمة. و في النهاية خرج النصارى من الجزيرة الخضراء في 25 ذي الحجة سنة 770هـ / 1369 م تمكن المسلمون من الإستيلاء على الجزيرة الخضراء التي كانت في يد النصارى منذ عهد السلطان أبي الحسن.

## نهوض السلطان عبد العزيز إلى تلمسان
يقول المؤرخ الناصري في الاستقصا عن خبر نهوض السلطان عبد العزيز إلى تلمسان و استيلاؤه عليها وفرار سلطانها أبي حمو بن يوسف عنها: «كان أبو حمو بن يوسف الزياني قد فسد ما بينه وبين عرب سويد وقبض على بعض رؤسائهم محمد بن عريف فاستصرخوا عليه السلطان عبد العزيز وكانت القوارص لا تزال تسري إليه من أبي حمو المذكور فصادفوا منه صاغية إلى ما التمسوا منه واعتزم على النهوض إلى تلمسان و بعث الحاشرين إلى الجهات المراكشية فتوافى الناس إليه على طبقاتهم واجتمعوا عنده أيام منى سنة إحدى وسبعين وسبعمائة فأفاض العطاء وأزاح العلل ولما قضى نسك عيد الأضحى عرض الجند ونهض إلى تلمسان فاحتل بتازا. و اتصل خبره بأبي حمو فجمع الجموع وهم باللقاء ثم اختلفت كلمة أصحابه وتفرق عنه العرب من بني معقل فأجفل هو وأشياعه من بني عامر بن زغبة فدخلوا القفر وتقدم السلطان عبد العزيز فاحتل بتلمسان يوم عاشوراء من سنة اثنتين وسبعين و سبعمائة فدخلها في يوم مشهود واستولى عليها وعقد لوزيره أبي بكر بن غازي بن الكاس على عساكر مرين والعرب و سرحه في اتباع أبي حمو فأدركه ببعض بلاد زناتة الشرق فأجهضوه عن ماله ومعسكره فانتهب بأسره واكتسحت أموال العرب الذين معه ونجا بذمائه إلى مصاب وتلاحق به ولده وقومه متفرقين على كل مفازة ثم دخلوا القفر بعد ذلك ودوخ الوزير المذكور بلاد المغرب الأوسط وشرد عصاته واستنزل ثواره في أخبار طويلة واستولى السلطان عبد العزيز على سائر الوطن من الأمصار والأعمال و عقد عليها للولاة والعمال و استوسق له ملك المغرب الأوسط كما كان لسلفه واستمر مقيما بتلمسان ...».

## لجوء ابن الخطيب للمغرب
كان الغني بالله قد تمكن من العودة إلى الأندلس و استلائه على مالقة ثم دخوله غرناطة و تربعه على العرش من جديد عام 763هـ - 1361 م، وذلك بمساعدة من الدولة المرينية و باندلاع ثورة جديدة في غرناطة، صرع فيها السلطان إسماعيل ابن الأحمر. و عندما عاد محمد الخامس الغني بالله إلى مقاليد الحكم في الأندلس استدعى وزيره المنفي ابن الخطيب، و بعد صراعات بين ابن الخطيب و منافسيه لدى السلطان الغني بالله، شعر ابن الخطيب بأنّ أعداءه، أخذوا يكيدون له عند الغني بالله، وتخيّل أن الغني بالله أخذ يميل إلى قبول وشاياتهم، فاتّصل سرّاً بسلطان المغرب أبي فارس عبد العزيز بن أبي الحسن المريني، فوعده بأن يؤمّن له الحماية اللازمة والرعاية الكافية، وأخذ منه عهداً بالإقامة في كنفه. عندئذ استأذن الغنيّ بالله في تفقّد الثغور، وسار إليها في لمّة من فرسانه، ومعه ابنه عليّ، فمال إلى جبل طارق، فتلقّاه قائد الجبل، بناء على أمر سلطان المغرب المذكور أعلاه، فأجاز إلى سبتة في جمادى الآخرة من عام 773هـ، ثم توجّه إلى تلمسان فوصلها في التاسع عشر من رجب من العام المذكور، واستقبله السلطان أحسن استقبال، وأحلّه من مجلسه محل الاصطفاء.
وفي الشهر نفسه من السنة نفسها أرسل سلطان المغرب سفيره إلى غرناطة، فأتى بأسرة ابن الخطيب مكرّمة. بعد مهرب ابن الخطيب للمغرب اتخد منافسوه بغرناطة من هربه فرصة للكيد له عند السلطان الغني بالله وانسبوا له بعض الإتهامات وحكموا عليه مما أدى إلى مصادقة السلطان على هذا الحكم.

## رغبة السلطان في ملك الأندلس
كان ابن الخطيب قد لاحظ وقتئذ قوة المغرب في عهد السلطان عبد العزيز ملك المغرب، و مبلغ العداء بين فاس وغرناطة، فحرض السلطان على ضم غرناطة لمملكته - وقد بلغ من وراء ذلك إلى سحق أعدائه هناك، وتأمين مقامه بالمغرب، وما يتبع ذلك من حماية مصالحه الخاصة. يقول ابن خلدون: « ثم تأكدت العداوة بينه وبين ابن الأحمر فرَغَّب السلطان عبد العزيز في ملك الأندلس و حمله عليه وتواعدوا لذلك عند رجوعه من تلمسان إلى المغرب و نمى ذلك إلى ابن الأحمر فبعث إلى السلطان عبد العزيز بهدية لم يسمع بمثلها انتقى فيها من متاع الأندلس و ماعونها وبغالها الفارهة ومعلوجي السبي وجواريه و أوفد بها رسله يطلب إسلام وزيره ابن الخطيب إليه فأبى السلطان من ذلك ونكره... ».

## وفاة السلطان عبد العزيز
لما أكمل السلطان عبد العزيز الأول الفتح واستفحل ملكه اشتد به الوجع إذ عاوده مرض صغره - مرض النحول - فصابره وكتمه عن الناس خوفا على تشتت جيشه ثم عسكر خارج تلمسان للحاق بالمغرب، لكن قضى نحبه رحمه الله بظاهر تلمسان ليلة الخميس 22 ربيع الثاني سنة 774هـ، و سيق إلى فاس و دفن بجامع قصره، وكانت دولته ست سنين وأربعة أشهر.

## من نظم السلطان عبد العزيز
ذكر ابن الأحمر في كتابه نثير الجمان مذيلا بيتي والده السلطان أبي الحسن اللذين هما قوله:
فقال هو وأحسن